# Następca tronu
Następca/następczyni tronu – osoba będąca pierwszą w linii sukcesji tronu monarszego.

## Opis
Zajmuje miejsce władcy na tronie po jego śmierci lub abdykacji. W zależności od panującego prawa sukcesyjnego jest nim zazwyczaj najstarsze dziecko monarchy lub kolejny zstępny. Może to być osoba wyznaczona przez monarchę lub wybrana przez parlament. W niektórych krajach, na mocy prawa salickiego kobiety nie mogą dziedziczyć i tym samym nie mogą być następcami tronu. Następca tronu nie występuje w monarchiach elekcyjnych, chyba że za życia monarchy dojdzie do wyboru jego następcy (łac. vivente rege).
Następca tronu, w momencie gdy monarcha np. z powodu choroby czy nieobecności w kraju nie może wypełniać swojej roli, obejmuje urząd regenta. Współcześnie w niektórych krajach (np. Holandii i Wielkiej Brytanii) następca tronu może brać udział w wykonaniu obowiązków monarchy po osiągnięciu odpowiedniego wieku.
Dawniej następca tronu zostawał z woli panującego monarchy, współwładcą (koregentem). Przysługiwały mu wówczas wszystkie tytuły należne monarsze. Nie posiadał zazwyczaj jednak realnej władzy. Sytuacja ta miała miejsce najczęściej w sytuacji gdy najstarszy syn monarchy nie miał w pełni zagwarantowanej sukcesji tronu, a także w monarchiach elekcyjnych, gdy dochodziło do wyboru jego następcy (vivente rege).
W Belgii pełnoletni potomkowie panującego monarchy wchodzili, na mocy prawa, w skład senatu (izby wyższej parlamentu federalnego).

## Tytuły następców tronu
Następca tronu, co do zasady nosi osobliwy dla tej funkcji i tradycyjny dla danej monarchii tytuł arystokratyczny.

### Istniejące monarchie
- Książę Koronny – Królestwo Danii, Królestwo Norwegii, Królestwo Szwecji, Królestwo Arabii Saudyjskiej, Sułtanat Brunei, Królestwo Tajlandii,
- Dziedziczny Wielki Książę – Wielkie Księstwo Luksemburga
- Dziedziczny Książę – Księstwo Monako, Księstwo Liechtensteinu
- Książę Asturii – Królestwo Hiszpanii (poprzednio Kastylia), obecny następca tronu nosi także tradycyjne tytuł:
  - Książę Girony – następca tronu Aragonii,
  - Książę Viany – następca tronu Nawarry,
  - Pan na Balaguer – następca tronu Katalonii,
- Książę Oranii – Królestwo Holandii
- Książę Brabancji – Królestwo Belgii,
- Książę Walii – Zjednoczone Królestwo Wielkiej Brytanii i Irlandii Północnej (poprzednio Królestwo Anglii),
  - Książę Rothesay – następca tronu Szkocji,
- Kōtaishi (następca tronu lub książę koronny, gdy cesarzem jest ojciec) lub kōshi (cesarski dziedzic pierwszy w sukcesji do tronu, gdy cesarzem jest starszy brat, jak obecnie od 2020 r.) – Japonia (Państwo Japońskie)
- Tupoutoʻa – Królestwo Tonga (ściślej tytuł szlachecki przypisany następcy tronu)

### Historyczne monarchie
- Aetheling – Anglosasi
- Edling – Walijczycy
- Cezar – w okresie tetrarchii tytuł współwładców i następców Augustów
- Król Rzymian – Święte Cesarstwo Rzymskie,
- Królewicz i Wielki Książę – Królestwo Polskie i Wielkie Księstwo Litewskie (i następnie Rzeczpospolita Obojga Narodów)
- Cesarzewicz – Imperium Rosyjskie,
- Książę koronny – nowożytne Królestwo Serbii (i następnie Królestwo Jugosławii), Królestwo Albanii, Królestwo Czarnogóry
  - niem. Kronprinz – Cesarstwo Niemieckie, Królestwo Prus, Cesarstwo Austrii, Królestwo Bawarii, Królestwo Saksonii, Królestwo Wirtembergii
- Delfin – Królestwo Francji,
- Król Rzymu – I Cesarstwo Francuskie,
- Książę cesarski – II Cesarstwo Francuskie, Cesarstwo Brazylii, Cesarstwo Meksyku
- Książę Piemontu/Książę Neapolu – Królestwo Włoch,
- Książę Brazylii – Królestwo Portugalii w latach 1645–1815, następnie
  - Książę królewski Portugalii i Alarve (por. Príncipe Real de Portugal e dos Algarves) 1815-1910
    - Książę Beiry (por. Príncipe da Beira) – tytuł otrzymywał przez pewien okres najstarsze dziecko następcy tronu portugalskiego
- Książę Grão-Para – Cesarstwo Brazylii,
- Książę Turnovo – III Carstwo Bułgarii,
- Książę Alba Julia – Królestwo Rumunii,
- Wielki Książę Grahavo – Królestwo Czarnogóry,
- Książę Kalabrii – Królestwo Obojga Sycylii,
- Diadochos (διάδοχος) (dosłownie następca, tytuł odnosi się do starożytnych diadochów, tłumaczony także jako książę koronny) – Królestwo Grecji
  - Książę Sparty – w 1868 r. król Jerzy I wydał dekret, zgodnie z którym jego nowo narodzony syn Konstantyn, a także każdy przyszły dziedzic korony greckiej, będzie nosić tytuł księcia Sparty. Dekret był sprzeczny z grecką konstytucją, ponieważ zakazywała ona tytułów szlacheckich. Tytuł stał się więc wyłącznie nieformalnym i kurtuazyjnym.

## Obecni następcy tronu
| Państwo                                        | Zdjęcie | Następca                                       | Data urodzenia       | Data objęcia pierwszeństwa w sukcesji | Stosunek pokrewieństwa z obecnym władcą     |
| ---------------------------------------------- | ------- | ---------------------------------------------- | -------------------- | ------------------------------------- | ------------------------------------------- |
| Arabia Saudyjska                               |         | Muhammad ibn Salman ibn Abd al-Aziz Al Su’ud   | 31 sierpnia 1985     | 21 czerwca 2017                       | syn króla Salmana ibn Abd al-Aziz Al Su’uda |
| Bahrajn                                        |         | Salman ibn Hamad ibn Isa Al Chalifa            | 21 października 1969 | 14 lutego 2002                        | syn króla Hamada ibn Isy Al Chalify         |
| Belgia                                         |         | Elżbieta, księżna Brabancji                    | 25 października 2001 | 21 lipca 2013                         | córka króla Filipa I                        |
| Bhutan                                         |         | Jigme Namgyel Wangchuck                        | 5 lutego 2016        | 5 lutego 2016                         | syn króla Jigme Khesar Namgyel Wangchuck    |
| Brunei                                         |         | Al-Muhtadee Billah, książę koronny             | 17 lutego 1974       | 17 lutego 1974                        | syn sułtana Hassanala Bolkiaha              |
| Dania                                          |         | Chrystian, książę koronny                      | 15 października 2005 | 14 stycznia 2024                      | syn króla Fryderyka X                       |
| Holandia                                       |         | Katarzyna Amalia, księżna Oranii               | 7 grudnia 2003       | 30 kwietnia 2013                      | córka króla Wilhelma Aleksandra             |
| Hiszpania                                      |         | Eleonora, księżna Asturii                      | 31 października 2005 | 19 czerwca 2014                       | córka króla Filipa VI                       |
| Japonia                                        |         | Akishino                                       | 30 listopada 1965    | 8 listopada 2020                      | brat cesarza Naruhito                       |
| Jordania                                       |         | Husajn ibn al-Abdulla, książę koronny          | 28 czerwca 1994      | 7 lutego 1999                         | syn króla Abdullaha II                      |
| Kuwejt                                         |         | wakat                                          |                      | 16 grudnia 2023                       |                                             |
| Lesotho                                        |         | Lerotholi Seeiso                               | 18 kwietnia 2007     | 18 kwietnia 2007                      | syn króla Letsie III                        |
| Liechtenstein                                  |         | Alojzy, dziedziczny książę Liechtenstein       | 11 czerwca 1968      | 13 listopada 1989                     | syn księcia Jana Adama II                   |
| Luksemburg                                     |         | Wilhelm, dziedziczny wielki książę Luksemburga | 11 listopada 1981    | 7 października 2000                   | syn wielkiego księcia Henryka               |
| Maroko                                         |         | Mulaj Hassan                                   | 8 maja 2003          | 8 maja 2003                           | syn króla Muhammada VI                      |
| Monako                                         |         | Jakub Grimaldi, dziedziczny książę Monako      | 10 grudnia 2014      | 10 grudnia 2014                       | syn księcia Alberta II                      |
| Oman                                           |         | Zi Jazan ibn Hajsam Al Sa’id                   | 21 sierpnia 1990     | 12 stycznia 2021                      | syn sułtana Hajsama ibn Tarika Al Sa’ida    |
| Norwegia                                       |         | Haakon, książę koronny                         | 20 lipca 1973        | 17 stycznia 1991                      | syn króla Haralda V                         |
| Szwecja                                        |         | Wiktoria, księżna koronna                      | 14 lipca 1977        | 1 stycznia 1980                       | córka króla Karola XVI Gustawa              |
| Tajlandia                                      |         | Dipangkorn Rasmijoti                           | 29 kwietnia 2005     | 13 października 2016                  | syn króla Mahy Vajiralongkorna              |
| Tonga                                          |         | Tupouto’a 'Ulukalala                           | 17 września 1985     | 19 marca 2012                         | syn króla Tupou VI                          |
| Wielka Brytania i 15 państw Commonwealth realm |         | Wilhelm, książę Walii                          | 21 czerwca 1982      | 8 września 2022                       | syn króla Karola III                        |